# José Arregui Gil
José Arregui Gil (Fustiñana, 6 de mayo de 1921- Pamplona, 13 de abril de 2016) fue un jurista español. Magistrado de la Audiencia Territorial de Pamplona (1963), Alcalde de Pamplona (1974-1976), presidente de la Audiencia Territorial de Navarra, y profesor de la Universidad de Navarra.

## Biografía
Estudió en el colegio de la Sagrada Familia de Zaragoza. Tras licenciarse en la facultad de Derecho, de la Universidad de Zaragoza, ingresó por oposición en la carrera judicial. Su primer destino le llevó al Juzgado de primera Instancia e Instrucción de Pina de Ebro, desde donde cursó los cursos de Doctorado en la Universidad zaragozana. Realizó la tesis doctoral sobre la "Fidelidad Vidual en Navarra", dirigida por Francisco de Asís Sancho Rebullida, catedrático de Derecho Civil.
En 1963 se trasladó a Pamplona al ser nombrado magistrado de la Audiencia Territorial de Pamplona. En la capital navarra también formó parte del Consejo de Estudios de Derecho Navarro y de la Comisión Compiladora de Navarra. Ambos organismos desaparecieron.
Fue alcalde de Pamplona entre junio de 1974 y febrero de 1976. Durante su mandato, se crearon las primeras comisiones municipales informativas (julio de 1975).
Fue diputado a Cortes (noviembre de 1974-febrero de 1976) en la IX Legislatura.
Compaginó su actividad jurídica con la docente. Fue profesor de la facultad de Derecho de la Universidad de Navarra, donde también desempeñó el cargo de director de estudios.

## Vida personal
Casado con Nani Zamorano. El matrimonio tuvo cinco hijosː Conchita, Pilar, Bernardo, José María y Maite Arregui Zamorano.